# المجلس الأعلى للمرور (مصر)
المجلس الأعلى للمرور هو مجلس حكومي مصري يتبع  وزارة الداخلية منشأ طبقا لقانون المرور رقم 66 لسنة 1973 وتعديلاته.

## اختصاصات المجلس
- يختص برسم السياسة العامة لمرفق المرور ووضع خططه ووسائل وأساليب النهوض به
- يختص كذلك بتحديد مهام ومسئوليات الوزارات والهيئات والجهات القائمة على تنفيذ خطط مرفق المرور

## تشكيل المجلس
يصدر بتشكيل ونظام عمل المجلس قرار من رئيس الجمهورية بناء على اقتراح وزير الداخلية وتكون قراراته ملزمة بعد اعتمادها من رئيس مجلس الوزراء.